# Fi-Asko
Fi-Asko va ser un grup de punk rock / hardcore melòdic format a Sarrià de Ter al 1999. Al llarg de la seva carrera han tocat a diversos festivals per Catalunya i la resta de la peninsula com el Senglar Rock, el Pintor Rock o l'Aúpa Lumbreiras. Una de les grans fites del grup va ser el Feliz Falsedad Mèxic Tour: 10 concerts oferts en 18 dies a diferents poblacions mexicanes, en una gira que van organitzar a finals del 2008.
Després d'una parada indefinida des del 2016, el 15 de Juny del 2019 en la 23a edició, del festival Butirrock, van fer el seu últim concert.

## Discografia
- Historias para la censura (2002)
- Hoy empieza el resto de tu vida (2005)
- En este mundo de ciegos...llaman al tuerto terrorista (2009)
- La fiesta de la democracia (2013)